# Arianops steevesi
Arianops steevesi är en skalbaggsart som beskrevs av Barr 1974. Arianops steevesi ingår i släktet Arianops och familjen kortvingar. Inga underarter finns listade i Catalogue of Life.